# Estanys de Carboneres
Els Estanys de Carboneres és un conjunt de llacs d'origen glacial, situat a uns 2.475 msnms els dos d'avall i a uns 2.530 els dos d'amunt, a la capçalera del Flamisell, al Pallars Jussà, al nord-est del poble de Cabdella, en el terme municipal de la Torre de Cabdella.
La seva conca està formada pel Sobremonestero a llevant, i el Tossal del Prat a migdia, a la zona més alt del nord del terme de la Torre de Cabdella. Pertany al grup de vint-i-sis llacs d'origen glacial de la capçalera del Flamisell, interconnectats subterràniament i per superfície entre ells i amb l'Estany Gento com a regulador del sistema. Rep les aigües de les muntanyes que els envolten i aboquen les seves aigües a l'Estany Morto.